# Povodně ve Španělsku 2024
Povodně ve Španělsku v roce 2024 začaly 29. října, kdy v některých oblastech spadl během hodin ekvivalent ročních srážek; druhá vlna vydatných srážek pak přišla 13. listopadu. Povodně postihly jih a jihovýchod země – zejména region Valencie, ale také Kastilii, Andalusii a Murcii – a celkově si vyžádaly nejméně 230 obětí a obrovské škody na majetku. Jednalo se tak o nejsmrtelnější přírodní katastrofu v moderní španělské historii.
K rozsáhlých ztrátám na životech, které mnohonásobně převyšovaly například povodně ve střední Evropě ze září 2024, zřejmě vedlo zejména selhání politického vedení Valencijského regionu. To podcenilo varování meteorologické služby AEMET, která vydala první výstrahu už 25. října a 29. října ráno ji zvýšila na nejvyšší červený stupeň.

## Kritika
Největší kritiku za nezvládnutý průběh povodní sklidil regionální předseda vlády Carlos Mazón z Lidové strany, který ani po poledni 29. října, kdy se již řeka Júcar vylévala do okolí, nezrušil svůj naplánovaný program a na sociálních sítích dokonce uvedl, že se má situace okolo šesté hodiny odpolední uklidnit. Krizové koordinační centrum začalo jednat po 17. hodině a obyvatelé byli formou SMS varováni až po 20. hodině, kdy již byla oblast pod vodou.
Terčem kritiky se navíc Mazón stal i za zrušení krizového štábu a pohotovostní jednotky pro živelné katastrofy po vítězných volbách v roce 2023, údajně na přání krajně pravicového hnutí Vox výměnou za jeho podporu.
Mazón se naopak snažil odpovědnost za neštěstí přenést na centrální vládu a armádu. Později sice přiznal, že „možná došlo k chybám“, ovšem místo rezignace měl chystat výměnu některých ministrů své vlády.

### Příčiny ničivých následků dle GNDR
Dle Globální sítě organizací občanské společnosti pro snižování rizika katastrof (GNDR) k ničivým následkům vedla celá řada faktorů: opožděná a neúčinná komunikace administrativy, rozsáhlá zástavba v přirozených záplavových oblastech, nedostatečná připravenost a reakce na místní úrovni, nedostatečné propojení meteorologických dat s místními komunikačními systémy, nedostatečné vnímání samotného rizika, roztříštěná komunikace mezi vnitrostátními a místními orgány, rozdíly v jurisdikci mezi regionální a celostátní úrovní, absence jednotného rámce pro reakci na mimořádné události, omezená důvěra obyvatelstva v reakci politických představitelů a nedostatečné přenesení správy rizik na místní úroveň.

### Útoky na politické představitele
Zasažené regiony se zpožděním navštívili král Filip VI. s chotí Letizií, ovšem poté, co byli terčem útoků blátem a vejci ze strany naštvaných obyvatel, odjeli předčasně. K dřívějšímu odjezdu došlo i v případě španělského premiéra Pedra Sáncheze, který měl údajně během návštěvy od davu utržit několik ran.

### Masové protesty
V zasažených oblastech se odehrála řada masových protestů proti politickému vedení regionu i celé země. Na jejich organizaci se podílela rovněž krajní pravice. 9. listopadu 2024 za odstoupení Mazóna demonstrovalo ve Valencii okolo 130 tisíc lidí. 30. listopadu zde proti regionální vládě protestovalo téměř 100 tisíc lidí.

## Následky
Přívalový déšť a následné povodně způsobily smrt nejméně 230 lidí (222 ve Valencii, 7 v Kastilli-La Mancha, 1 v Andalusii), z toho přes 60 obětí připadalo na nejvíce zasažené město Paiporta. Bezprostředně po záplavě bylo pohřešováno 2000 lidí; začátkem prosince 2024 se počet pohřešovaných snížil na čtyři. Na místo se následně vydalo pomáhat 100 tisíc dobrovolníků.
Povodněmi bylo jen ve Valencijském společenství zasaženo na 75 tisíc domů a 325 tisíc obyvatel. Postižené regiony se navíc potýkaly s rozsáhlými majetkovými škodami. Dle odhadů bylo během povodní zničeno 100 tisíc automobilů, odvezeno bylo na 10 tisíc tun nábytku a oblečení, tedy zhruba roční množství odpadu ve Valencii. Povodně znamenaly pro region rovněž ekologickou katastrofu. Silně zasažen byl například národní park Albufera se svými mokřady, které jsou domovem minimálně 352 druhů ptáků.
Premiér Sánchez na pomoc zasaženým oblastem vyčlenil pomoc ve výši 16,6 miliardy eur. Podle španělské centrální banky následky povodní sníží růst HDP Španělska v posledních třech měsících roku 2024 o zhruba 0,2 %.
Od 31. října do 2. listopadu 2024 byl vyhlášen státní smutek.